# Kasteel Belval
Het Kasteel Belval (Frans: Château Belval) is een kasteel in de Henegouwse plaats Elzele, gelegen aan de Rue de Frasnes 56.
Dit kasteel werd gebouwd in de eerste helft van de 19e eeuw. Het heeft een vierkant hoofdvolume, gedekt door een tentdak en geflankeerd door twee hoektorentjes. Aan de achterzijde bevindt zich een achthoekige toren die uitkijkt op de landschapstuin. Het hoofdvolume bestaat uit een ingangstravee, geflankeerd door twee uitspringende traveeën. Een en ander toont een eenheid van stijl en een gedetailleerde uitwerking van versieringen.